# Lysiteles miniatus
Lysiteles miniatus, vrsta pauka porodice Thomisidae red Araneae, razred Arachnida. Klasificirao ga je Ono, 1980. Živi na otočju Ryū Kyū.